# Adelo Montés Diana
Adelo Montés Diana (nacido en Requena en 1949) es un profesor y político español, perteneciente al Partido Socialista Obrero Español.

## Biografía
Natural de Requena, realizó sus estudios de bachillerato en el instituto de secundaria de Requena.
En el año 1964 trabajó en el Grupo Sáez Merino en el área de la empresa de ropa vaquera Lois, donde fue jefe de corte y jefe de cadena.
En 1966 se trasladó a Castellón de la Plana a estudiar magisterio en la Escuela Normal de Castellón, hasta que se licenció en 1969 y un año después comenzó a trabajar por primera vez como profesor en el Colegio Marni de Valencia.
En 1971 fue destinado a su población, en el Colegio Alfonso X el Sabio y dio clases en la Escuela Zorita en Requena. Años después fue despinado a Gandía, Cardona y a Campo Arcís donde fue el director del centro durante tres años.
En el año 1980, volvió nuevamente a Requena al Alfonso X como profesor de matemáticas, física y Química. Dos años más tarde volvió a su trabajo en empresas privadas, trabajando en Tycesa (vinculada a Lois), donde fue trasladado a Irlanda en la ciudad de Cork y fue el director de factoría.
En 1985 se reincorpora como profesor en el Colegio Alfonso X, siendo director del centro durante 17 años. 
También efectuó cursos de perfeccionamiento en la Universidad Politécnica de Barcelona, Universidad de Valencia, la Universidad Nacional de Educación a Distancia (UNED) y el CEP de Torrente, relacionados con matemáticas, física y química, biología y la gestión e organización de centros educativos.

## Carrera política
En el 1985 milita en el Partido Socialista Obrero Español (PSOE) y tras las Elecciones municipales de España de 1987 pasa a ser parte de la corporación municipal de Requena siendo concejal del Ayuntamiento. 
En 1999, pasó a ser el nuevo Secretario general del Partido Socialista de Requena, se presentó como candidato a la alcaldía en las Elecciones municipales españolas de 1999 siendo derrotado por Enma Iranzo Martín (Partido Popular) y pasó a ser líder de la oposición de Requena.

### Alcalde de Requena
En las Elecciones municipales españolas de 2003 paso a desempeñar el cargo de Alcalde de Requena el día 14 de junio tras la mayoría absoluta obtenida en las elecciones, cuatro años más tarde volvió a ganar las Elecciones municipales de España de 2007 con una gran mayoría, en las Elecciones municipales de España de 2011 fue derrotado por Javier Berasaluce Ramos (PP) sustituyéndolo el día 12 de junio en la alcaldía de Requena.
Durante su mandato como alcalde, Adelo Montés fue un gran impulsor de la nueva línea de Alta Velocidad Española (Madrid-Valencia) con la implantación en la pedanía de San Antonio de Requena la Estación de Requena-Utiel.
Como Secretario General del Partido Socialista de Requena, Adelo Montés, renunció a su cargo siendo sucedido en la secretaria general del partido el día 27 de julio del año 2012 por Mario Sánchez González, asistiendo actualmente a los plenos municipales del ayuntamiento.

### Candidato a Senador
Posteriormente, fue elegido por la directiva del Partido Socialista de la Comunidad Valenciana (PSPV-PSOE), para las Elecciones generales de España de 2011, entrando en las listas al Senado por la provincia de Valencia en quinto lugar y tercer lugar por el PSPV-PSOE, compartiendo candidadtura con Asensio Llorca y Carmen Alborch Bataller. Pero al final no obtuvo su escaño por un escrutinio de 336.144 votos y un 24% de los votos al Senado de España.

## Candidatura

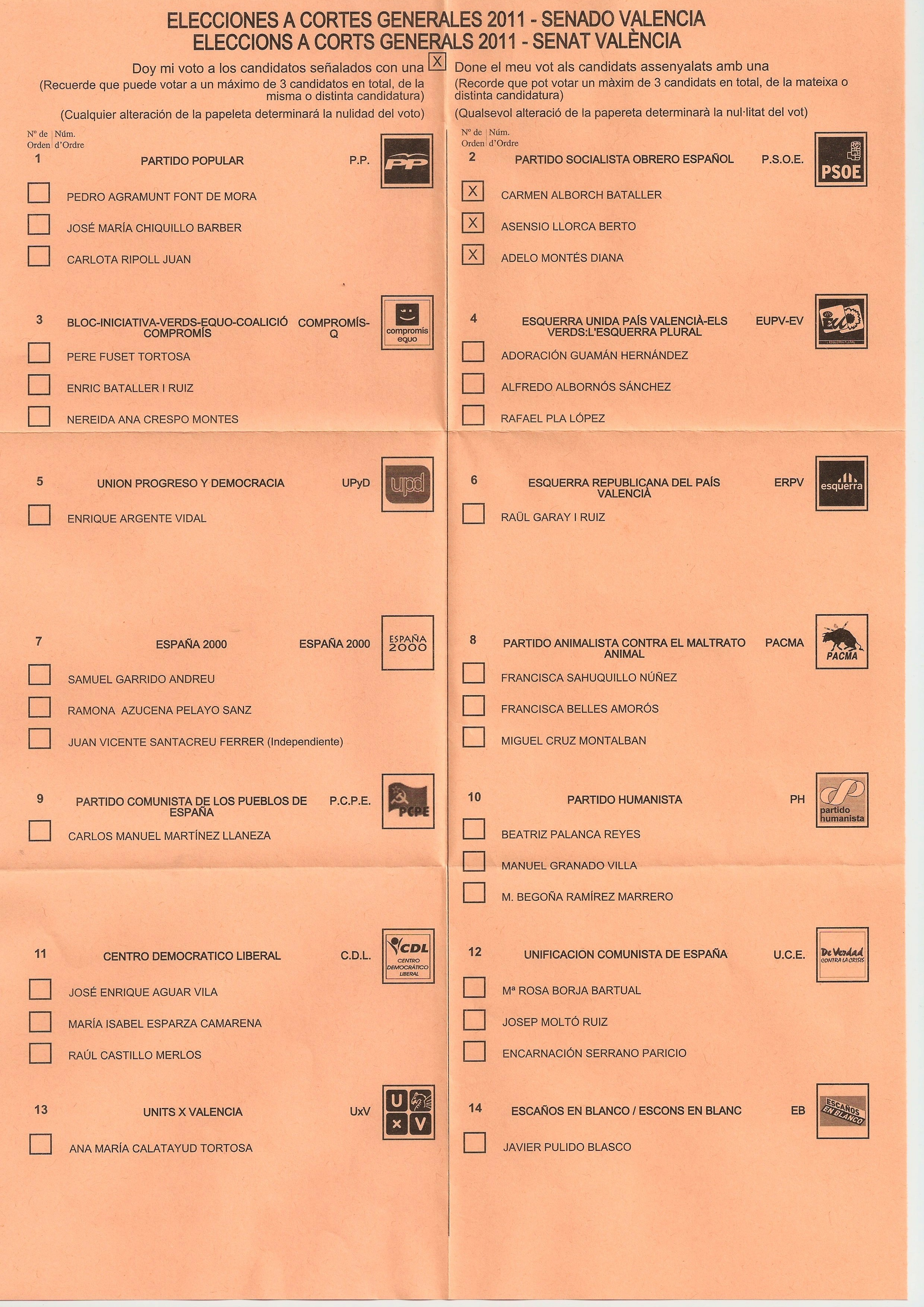
Papeleta electoral para la candidatura al Senado.

## Otros datos
También es el Vicepresidente segundo del Consorcio Valencia Interior.
El 21 de agosto del año 2010, fue Mantenedor del acto de proclamación de la Reina Central de la LXIII Fiesta de la Vendimia de Requena la señorita Cristina Peris García 
Fue nombrado el día 8 de agosto del año 2012, para ser el pregonero de la 65.ª edición de la Fiesta de la Vendimia de Requena.